# Brevibacterium
Brevibacterium es un género de bacterias del orden Micrococcales. Son organismos de suelo Gram-positivos. Es el único género de la familia Brevibacteriaceae.
Brevibacterium linens está se presenta ubícuamente sobre la piel humana, causando olor corporal. La misma bacteria también se emplea para fermentar quesos tales como Limburger y Port Salut.
- Datos: Q148611
- Multimedia: Brevibacterium / Q148611
- Especies: Brevibacterium